# Bekwarra
El Bekwarra és una llengua que es parla al sud-est de Nigèria, a l'estat de Cross River, concretament a la LGA d'Ogoja.
El bekwarra és una llengua de la família lingüística de les llengües bendi, que formen part de les llengües del riu Cross. Les altres llengües que formen part de la seva família lingüística són l'alege, el bete-bendi, el bokyi, l'ubang, l'ukpe-bayobiri i l'utugwang-irungene-afrike, totes elles de Nigèria.

## Ús
El bekwarra és una llengua vigorosa (6a), és utilitzada per a gent de totes les generacions tot i que no està estandarditzada. Gaudeix de programes de ràdio, televisió i té una gramàtica. S'escriu en alfabet llatí des del 1964.

## Religió
El 70% dels parlants de bekwarra són seguidors d'esglésies cristianes, la totalitat dels quals pertanyen a esglésies independents. El 30% restant són seguidors de religions tradicionals africanes.